# Fluid Phase Equilibria
Fluid Phase Equilibria is een internationaal, aan collegiale toetsing onderworpen wetenschappelijk tijdschrift op het gebied van de
fysische chemie en de thermodynamica.
De naam wordt in literatuurverwijzingen meestal afgekort tot Fluid Phase Equil.
Het wordt uitgegeven door Elsevier en verschijnt 24 keer per jaar.
Het eerste nummer verscheen in 1977.